# Ulrich II. von Kapellen
Ulrich II. von Kapellen, der Lange (* 1250; † 1301) war Landrichter ob der Enns.

## Leben
Ulrich II. stammte aus einem ursprünglich steirischen Geschlecht und war Vertrauter von König Rudolf I. von Habsburg.
Im Oktober 1276 beauftragte ihn Rudolf zu Enns, mit allen Edlen, Dienstleuten und Körperschaften Verbindung aufzunehmen, und sie durch Geschenke und Versprechungen für die Sache des neuen Königs und gegen Ottokar II. Přemysl zu gewinnen, der als König von Böhmen zu dieser Zeit Landesherr im heutigen Ober- und Niederösterreich war, aber nach der Reichsacht von 1275 wieder verdrängt werden sollte.
Bereits 1277 erhielt Ulrich die Burg Mitterberg als landesfürstliches Lehen und das Landgericht Machland.
Im August 1278 führte Ulrich in der Schlacht auf dem Marchfeld bei Dürnkrut für König Rudolf die königlichen Reserven und die Nachhut. Es gelang ihm mit Konrad von Summerau  und Popo von Reichenstein die entscheidende Wende herbeizuführen. König Rudolf dankte ihm später mit Ländereien, Verpfändungen und der Gewährung von Rechten und Freiheiten. 1279 wurde er Hauptmann ob der Enns. Der König verpfändete Ulrich 1281 schließlich auch das Landgericht Machland.
Ulrich unterhielt auch mit Albrecht I., dem Sohn König Rudolfs, der vom König als Lehensmann als Herzog von Österreich eingesetzt worden war, beste Beziehungen. Als Vertrauter und Ratgeber erledigte er für Albrecht heikle diplomatische Aufträge und wurde zum Landrichter ob der Enns ernannt. Er erhielt für seine Herrschaft Steyregg auch die niedere Landgerichtsbarkeit zugesprochen und auch die weltliche Immunität.
Ulrich II. wurde in der Gumpendorfer Pfarrkirche bei Wien beigesetzt.

## Besitzungen
1280 kaufte Ulrich II. Dorf und Burg Steyregg sowie „allem was im Umkreis von 2 Meilen liegt“, das alte Lehen des Hochstiftes Passau von den Brüdern Luitold und Heinrich von Kuenring. Er erwarb in weiterer Folge auch Ruttenstein, Prandegg, Münzbach und St. Thomas am Blasenstein.
Außerhalb Oberösterreichs erwarb Ulrich im Jahr 1293 die Weingüter bei Drosendorf, Spitz und Krems, außerdem die Herrschaft Gumpendorf samt Schloss und zahlreichen Weingärten (heute 6. Wiener Bezirk).
1295 kaufte Ulrich von den Brüdern Gundacker und Ulrich von Losenstein all deren Eigen nördlich der Donau bei Steyregg. Er erwarb weiters 1295 die Herrschaft Reichenstein im Mühlviertel sowie Güter um Marchtrenk, Wels, Steyr und bei den Pfarren Wolfern und Garsten.

## Familie
Von Ulrich II. stammen aus drei Ehen ab:
⚭ I) 1276 Gertraud von Lonsdorf
⚭ II) 1281 Elisabeth von Zelking
1. Leutgard ⚭ Otto II. (von Zelking)

⚭ III) Margarete von Falkenstein
1. Elisabeth (1291–1334), ⚭ Otto I. von Zelking
2. Hans/Jans († 1354), ⚭ Kunigunde von Walsee